# Allactaga euphratica
Espèce
Statut de conservation UICN

 LC  : Préoccupation mineure
Allactaga euphratica est une espèce de la famille des Dipodidés. Cette gerboise, présente au centre du Moyen-Orient est considérée comme étant presque en danger par l'Union internationale pour la conservation de la nature (UICN).

## Apparence physique
Comme les autres gerboises du genre Allactaga, les gerboises de l'Euphrate sont de petits rongeurs sautillants des régions désertiques, aux larges oreilles et à la longue queue. Cette dernière leur sert de support lorsqu'elles sont debout.
Elles ont de longues pattes arrière et de courtes pattes avant, et marchent toujours debout. Leurs pattes avant leur servent de mains pour se nourrir, faire leur toilette, etc. Le mâle est souvent plus grand et plus lourd que la femelle.

## Reproduction
L'activité reproductive des gerboises de l'Euphrate dépend de la saison. À titre d'exemples, en Turquie, la saison des amours s'étend de mars à juillet, tandis qu'en Irak, c'est de février à mai.
Une femelle peut avoir jusqu'à trois portées par an, et neuf petits par portée. Un petit Allactaga Euphratica pèse autour de 2.74 grammes à la naissance.